# Universität Sarajevo

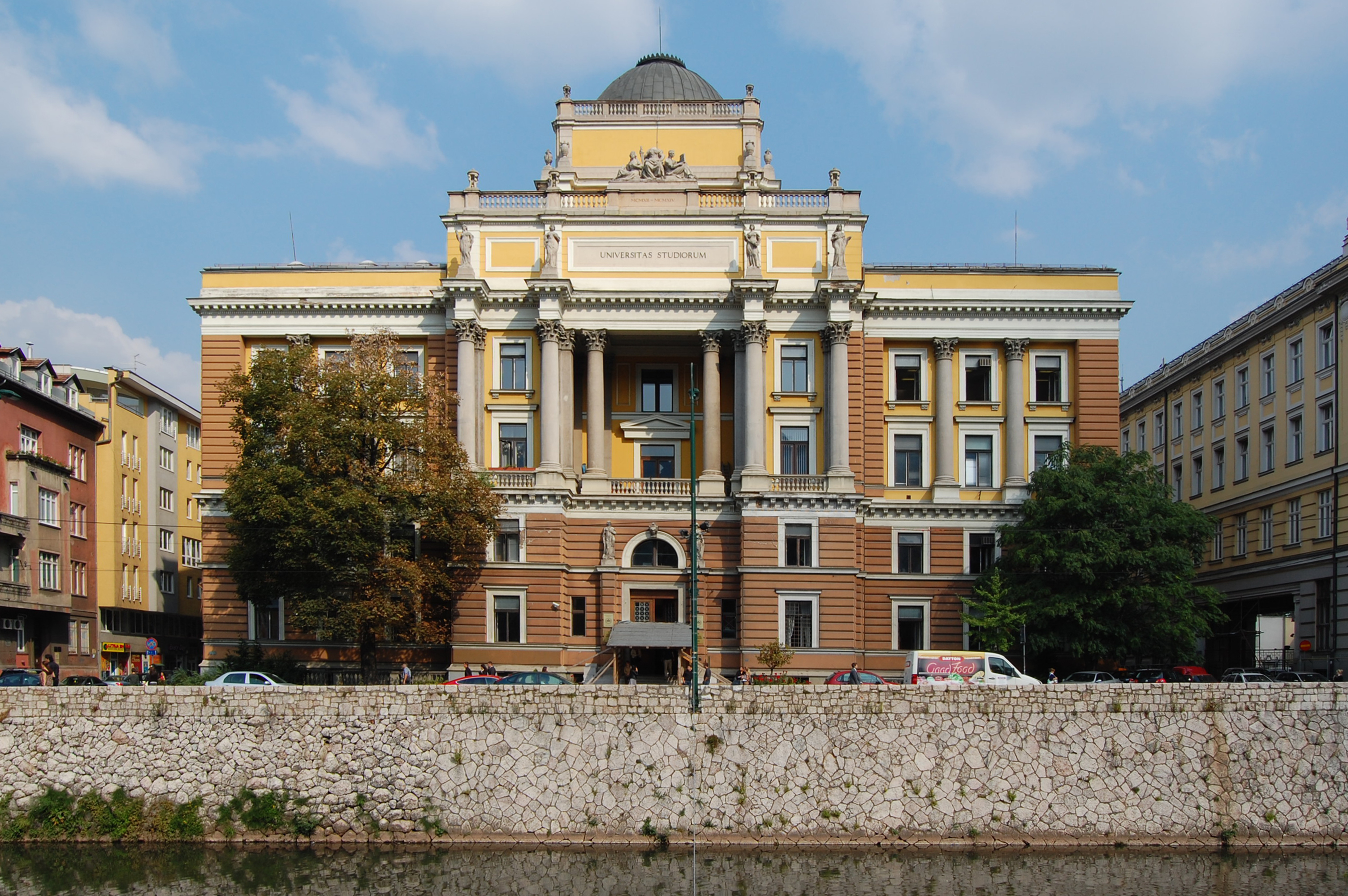
Das Hauptgebäude der Universität in der Innenstadt

Die Universität Sarajevo (bosnisch Univerzitet u Sarajevu) ist eine der beiden Universitäten von Sarajevo, der Hauptstadt von Bosnien und Herzegowina.
Die Universität Sarajevo wurde 1949 gegründet, einzelne Fakultäten bestanden jedoch schon vorher (ab 1940). 1977 wurde die Fakultät der Islamischen Theologie eingerichtet. 2009 studierten 40.300 Menschen an den 23 Fakultäten und Akademien, davon 27.400 regulär Studierende.
Die Universität unterhält zahlreiche internationale Kooperationen, in Deutschland u. a. zur Universität Mannheim (seit 1971), zur Humboldt-Universität zu Berlin und zu sechs weiteren Hochschulen.
Die Universität ist Mitglied im Netzwerk der Balkan-Universitäten (Albanien, Bosnien-Herzegowina, Bulgarien, Griechenland, Kosovo, Kroatien, Rumänien, Serbien, Slowenien, Türkei, Mazedonien, Republik Moldau und Montenegro).
Die Universität Sarajevo ist Gründungsmitglied der ersten globalen Blockchain für die Wissenschaft Bloxberg.
Die Universität ist multiethnisch ausgerichtet (Bosniaken, Kroaten, Serben). In dem in der Republika Srpska gelegenen Vorort Lukavica wurde die Universität von Ost-Sarajevo gegründet, die sich ebenfalls in der Tradition der Universität Sarajevo sieht. Dort studieren rund 10.000 Menschen.

## Bekannte Studenten und Dozenten/Professoren
- Mladen Ančić (* 1955), Historiker
- Smail Balić (1920–2002), Orientalist und Bibliothekar in Wien
- Faruk Čaklovica (* 1953), Professor und Rektor von 2006 bis 2012
- Enes Karić (* 1958), Islamwissenschaftler
- Mirko Pejanović (* 1946), Professor für Politikwissenschaft
- Abdulah Šarčević (1929–2021), Professor für Philosophie

Siehe auch Kategorie:Hochschullehrer (Sarajevo)